# Downtown (San Diego)

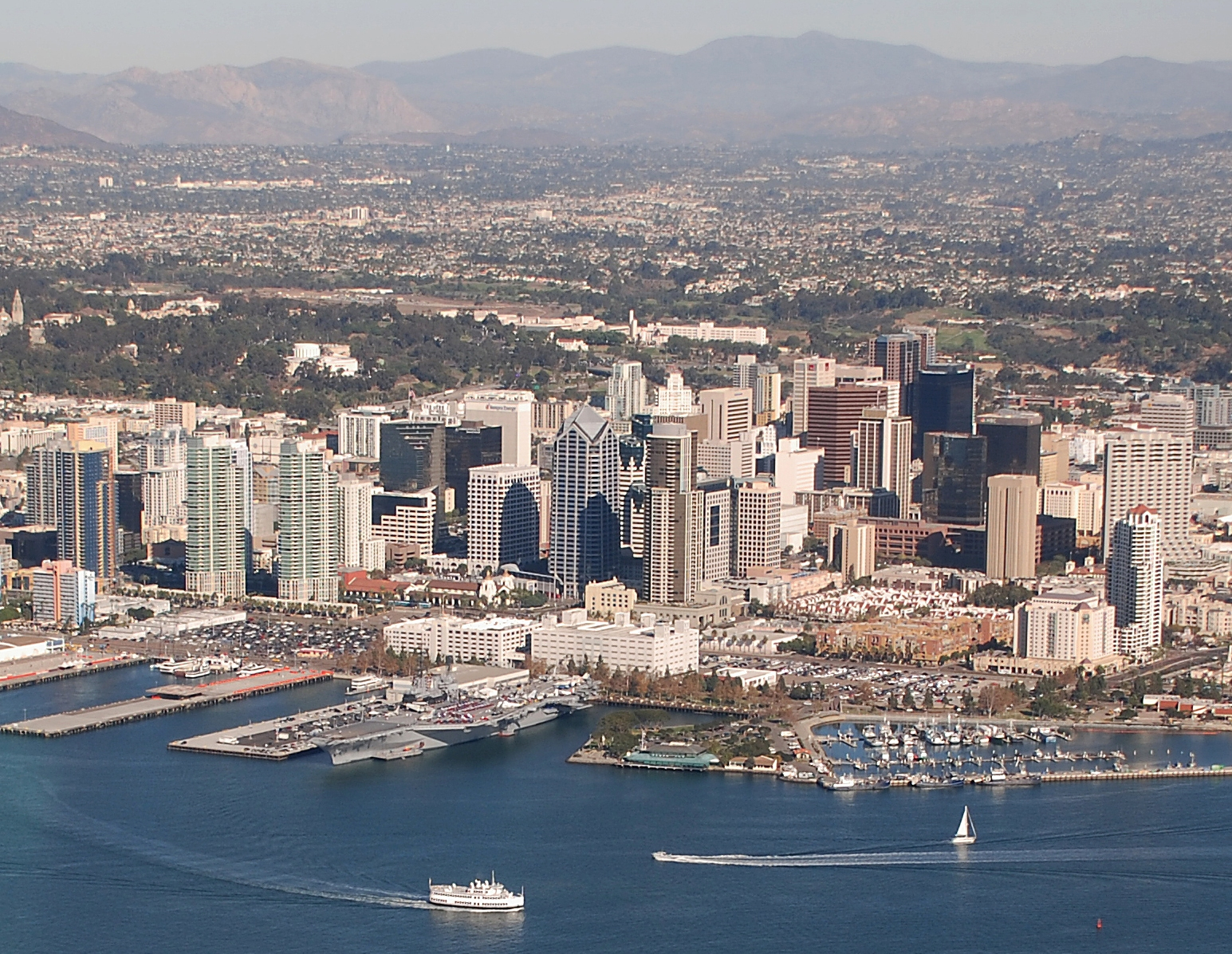
Downtown San Diego

Het centrum van San Diego vormt het zakelijk hart van de stad, die de achtste grootste van de Verenigde Staten is. In dit gebied bevinden zich de belangrijkste hoofdzetels van de stads-, provinciale, staats- en federale overheden. Downtown San Diego bestaat uit zeven wijken: Gaslamp Quarter, East Village, Columbia, Marina, Cortez Hill, Little Italy en Core.
Het San Diego Convention Center, het belangrijkste congrescentrum van de stad, ligt in dit gebied. Ook zijn hier de San Diego Symphony en de San Diego Opera gevestigd, evenals diverse podia voor uitvoerende kunsten, waaronder het Jacobs Music Center, de Rady Shell at Jacobs Park en het San Diego Civic Theatre.
Het centrum grenst aan de baai van San Diego, waar het USS Midway Museum en het Maritime Museum of San Diego te vinden zijn. Aan de rand ligt het historische Balboa Park, een cultureel stedelijk park. De internationale luchthaven van San Diego bevindt zich op ongeveer vijf kilometer ten noordwesten van het centrum.

## Geschiedenis
Het huidige centrum van San Diego werd oorspronkelijk bewoond door de Kumeyaay, die het gebied Tisirr noemden en een dorp genaamd Pu-Shuyi stichtten nabij het huidige Seaport Village. 
In 1849 stelde landmeter Andrew B. Gray voor om een nieuwe stad dichter bij de baai te bouwen vanwege de betere ligging voor handel. Onder leiding van William Heath Davis werd hiervoor grond aangekocht, maar de eerste nederzetting, bekend als New Town, mislukte door watergebrek en economische tegenslagen. 
In 1867 kocht Alonzo Horton een groot stuk land en bouwde een nieuwe haven, wat leidde tot snelle groei; tegen de jaren 1880 had New Town het oorspronkelijke Old Town overvleugeld. De komst van de spoorlijn in 1885, de bouw van het Santa Fe Depot en het ontstaan van straatverlichting, straattrams en theaters maakten downtown tot een levendig stadscentrum. In de jaren 1960 raakte het gebied echter in verval, met het vertrek van winkels en bedrijven naar de buitenwijken. Vanaf 1975 begon grootschalige herontwikkeling, met onder meer de restauratie van de Gaslamp Quarter, de bouw van Horton Plaza, het congrescentrum en later Petco Park, waarmee het centrum zijn aantrekkingskracht terugkreeg.

## Afbeeldingen

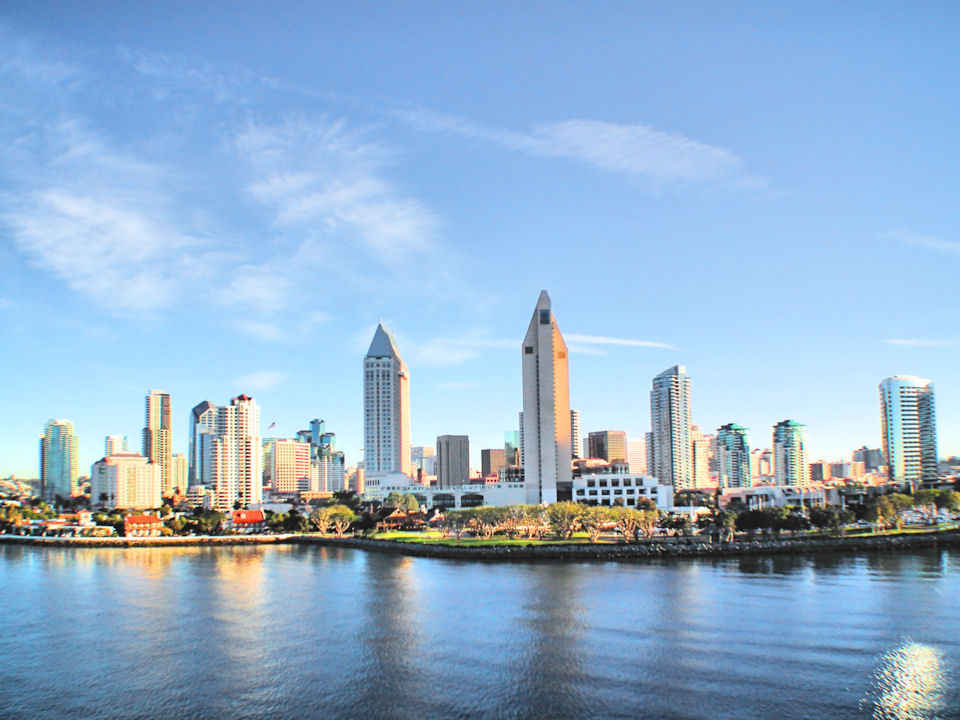
San Diego Skyline
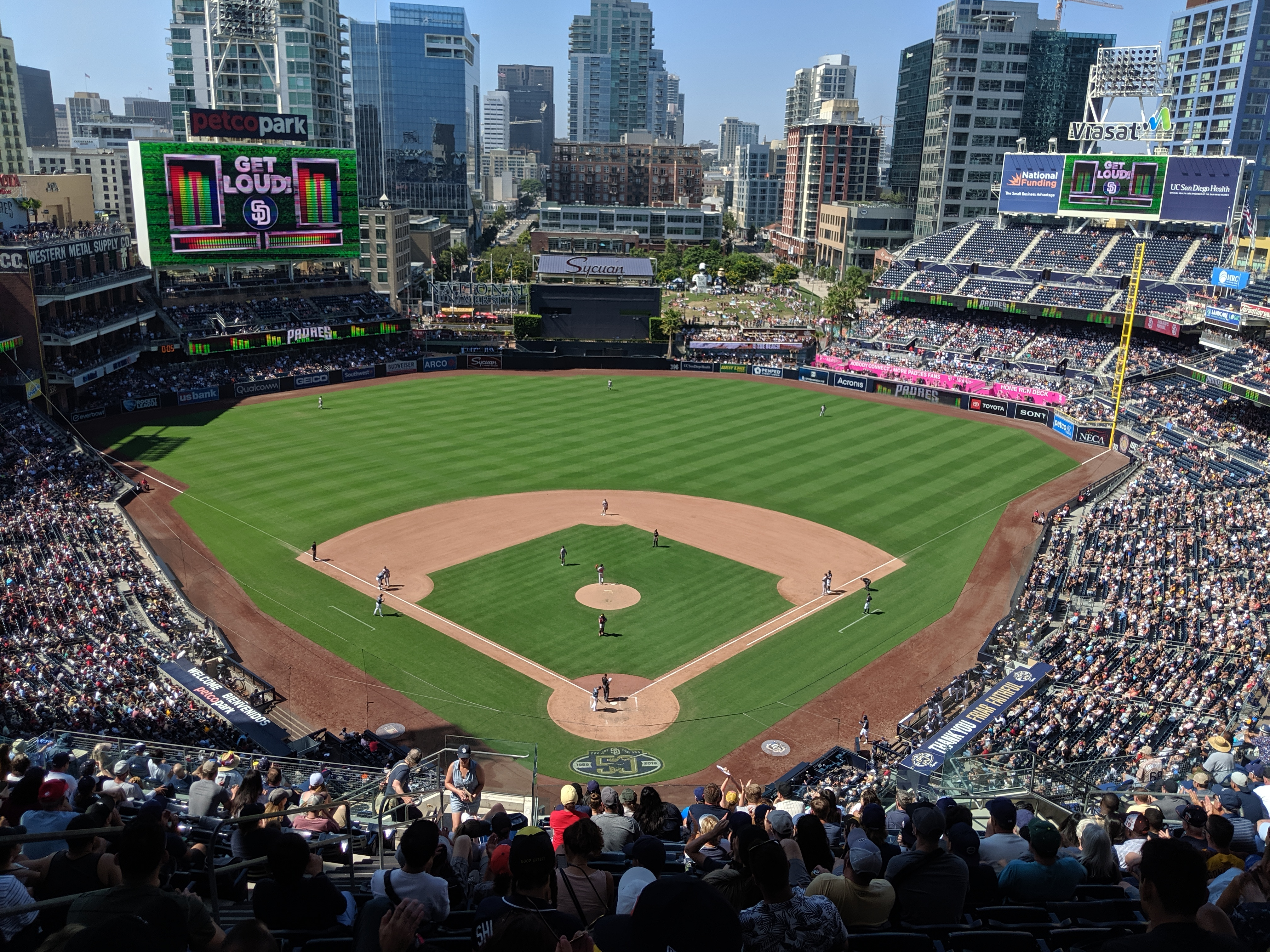
Petco Park
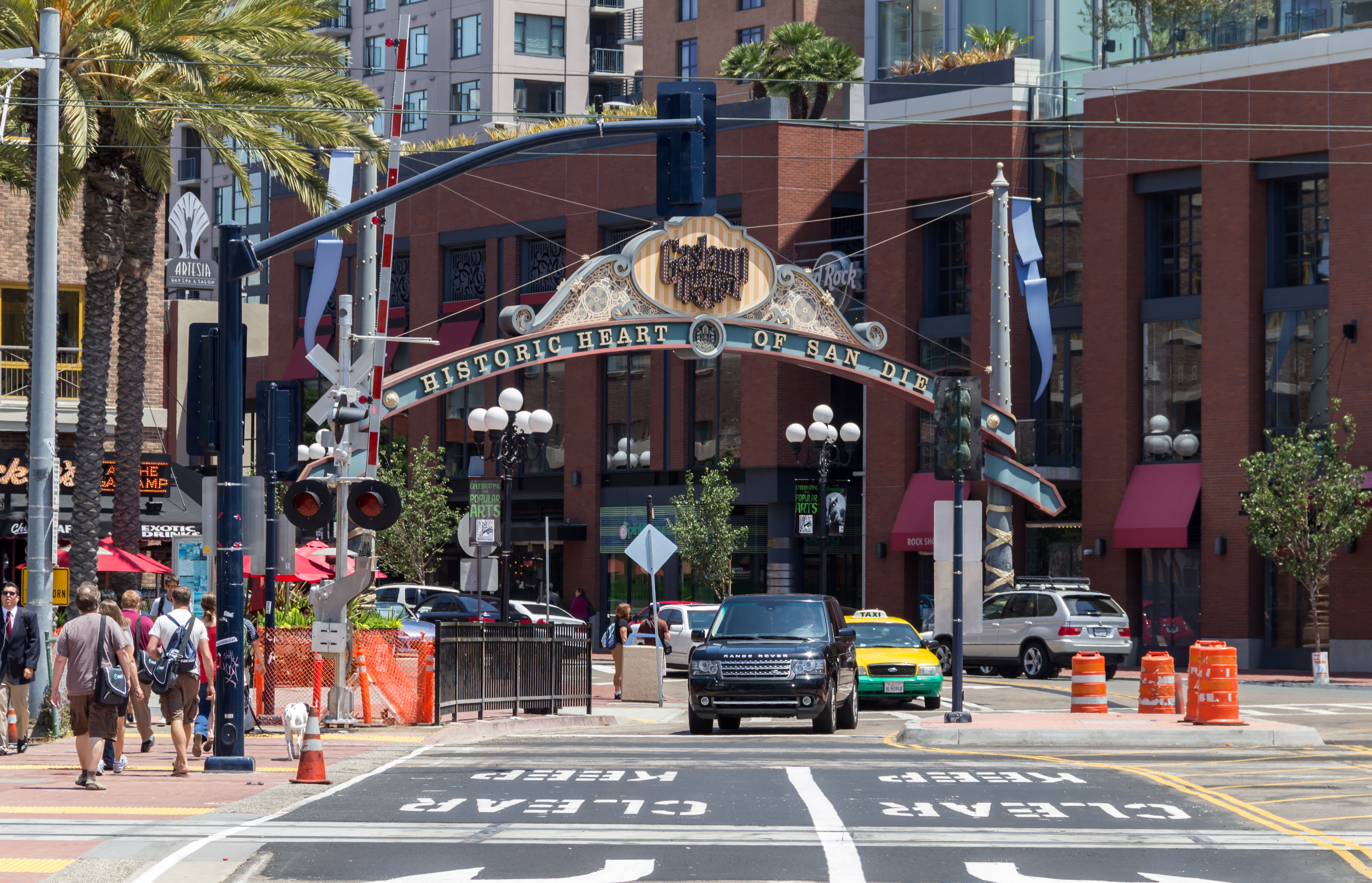
Gaslamp Quarter
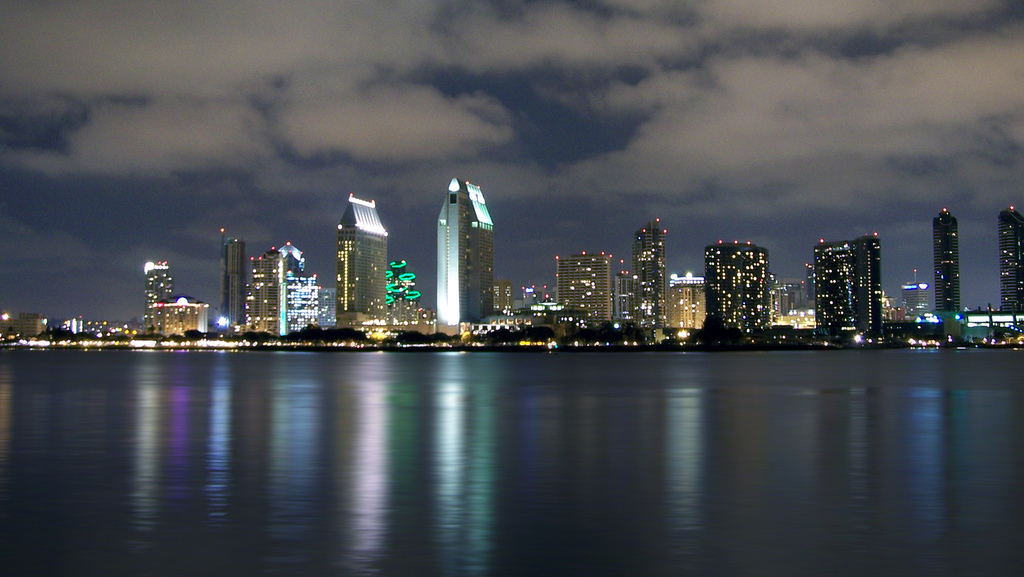
San Diego Skyline 's nachts
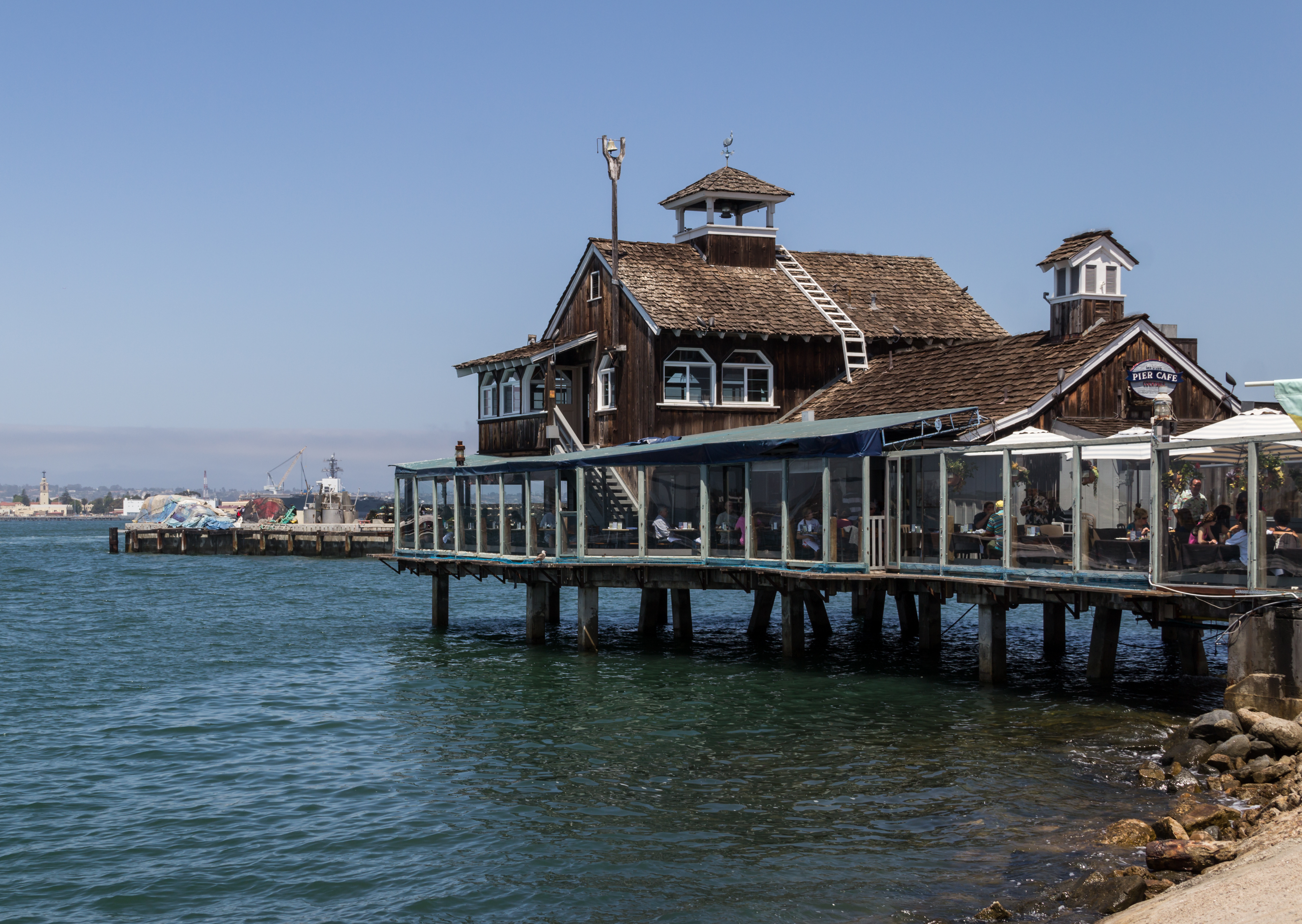
Embarcadero
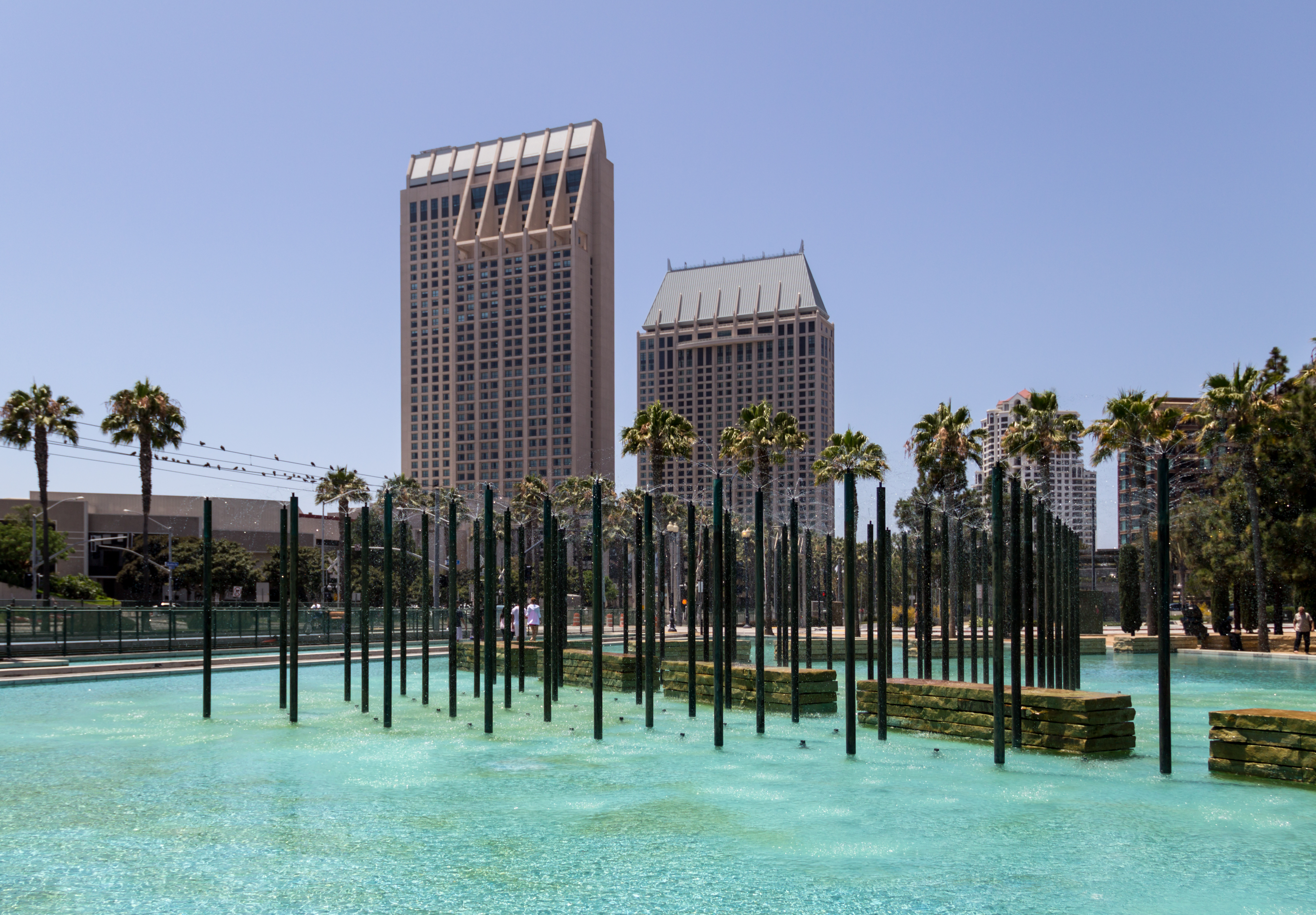
Grand Hyatt Regency San Diego
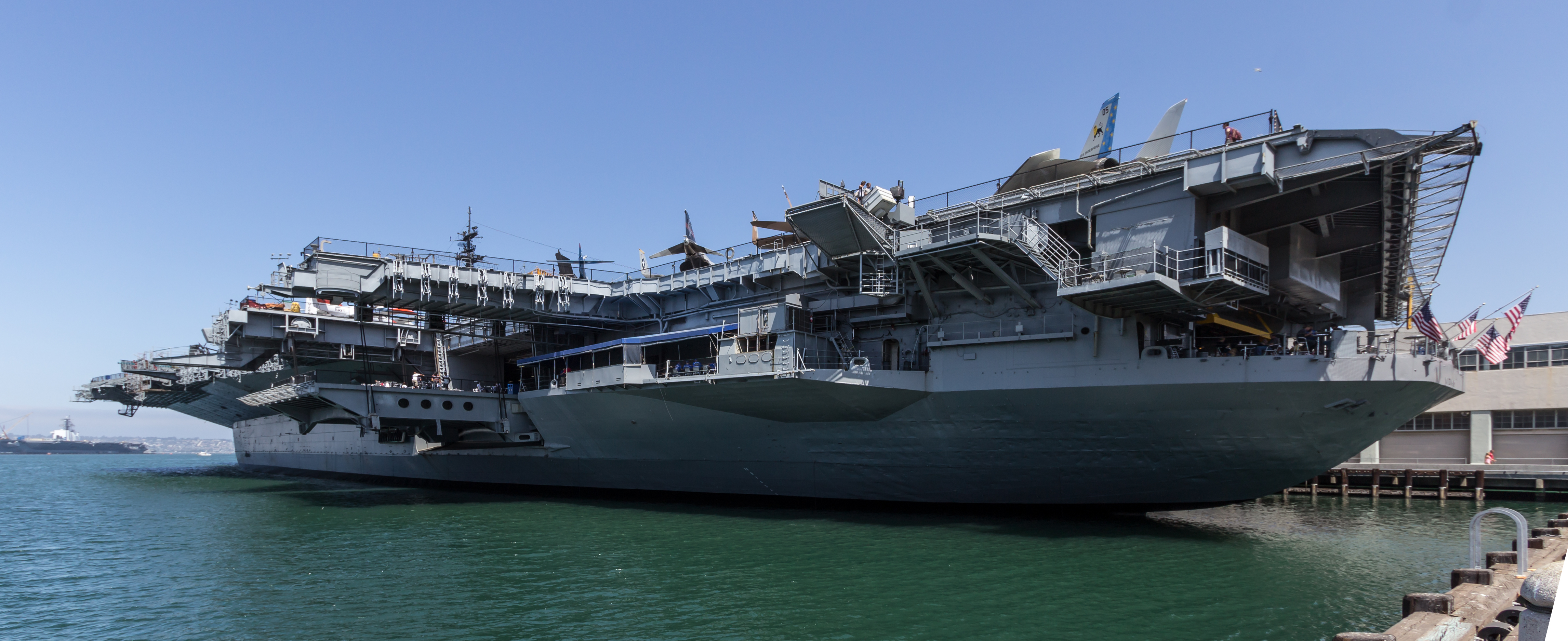
USS Midway Museum
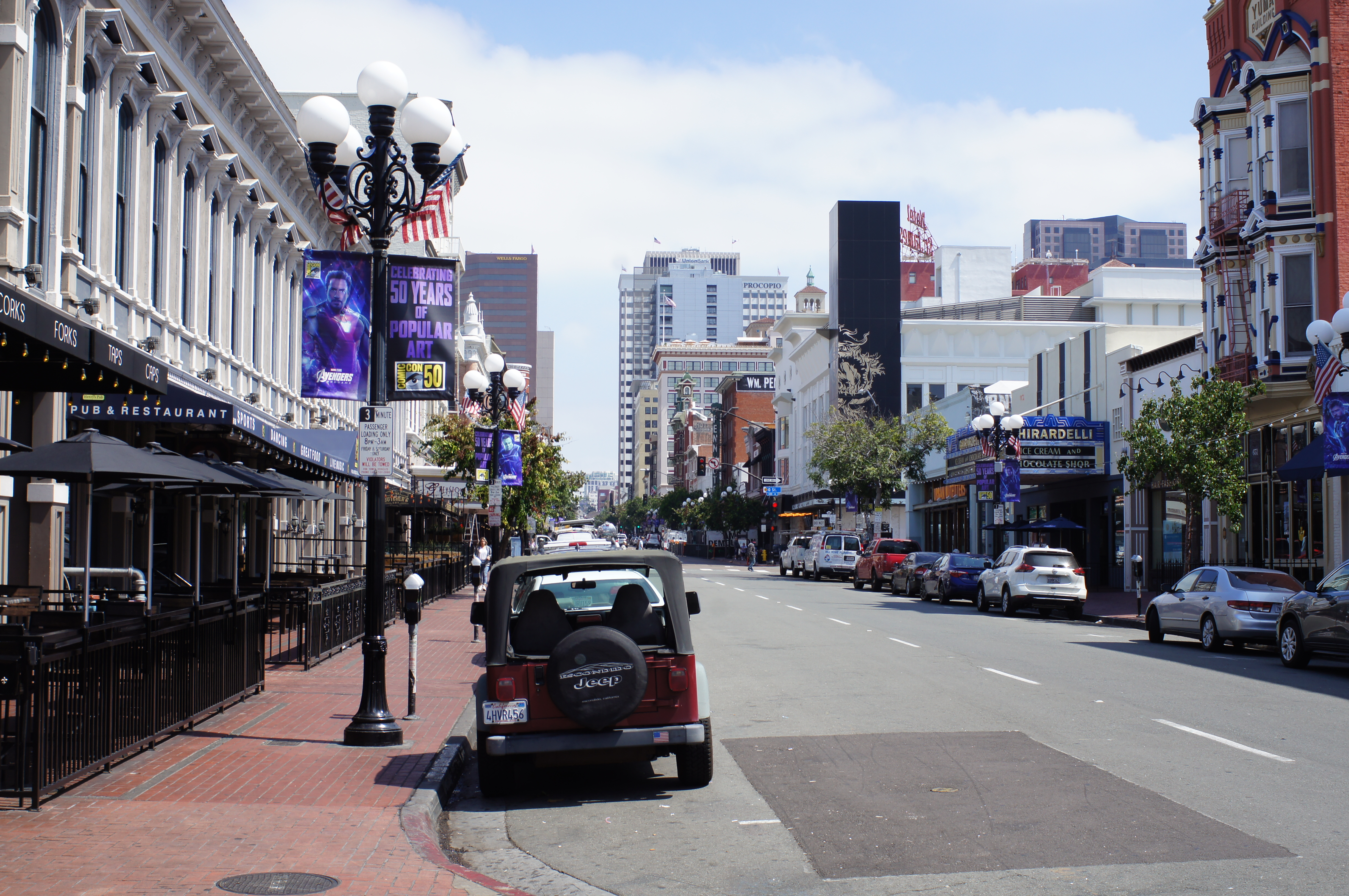
Straatbeeld San Diego
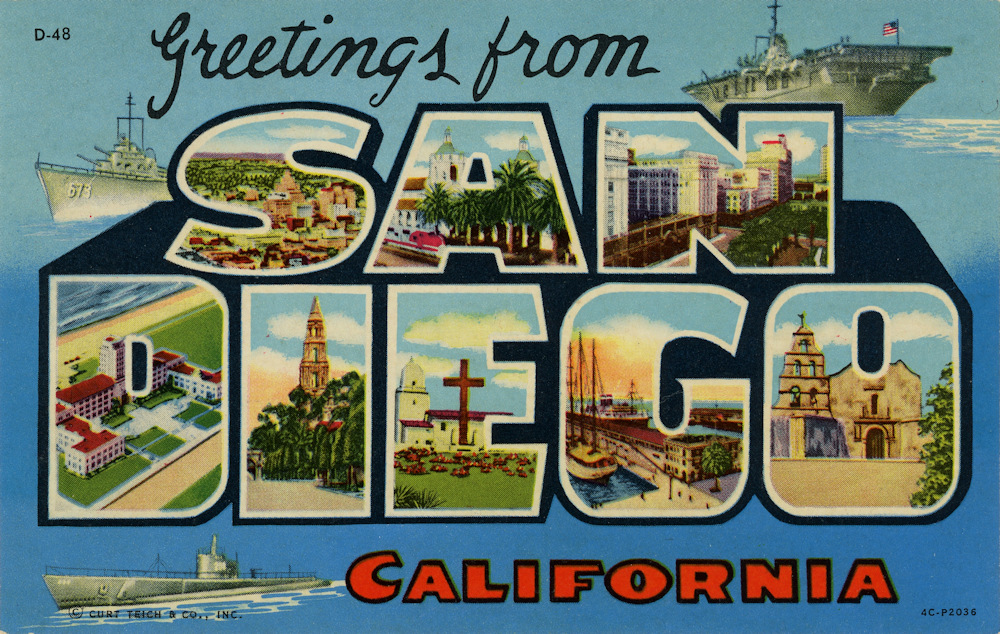
Landmarks